# Altero Matteoli
Altero Matteoli (ur. 8 września 1940 w Cecinie, zm. 18 grudnia 2017 w Capalbio) – włoski polityk, wieloletni parlamentarzysta, minister we wszystkich czterech rządach Silvia Berlusconiego.

## Życiorys
Zawodowo pracował jako księgowy i przedsiębiorca. Pełnił funkcję radnego Castelnuovo di Garfagnana i Livorno.
Politycznie zaangażował się w działalność Włoskiego Ruchu Socjalnego. Pod koniec lat 80. został jednym z najbliższych współpracowników Gianfranca Finiego – jednym z trzech „pułkowników” (obok Maurizia Gasparriego i Ignazia La Russy), którzy wraz z liderem MSI doprowadzili do powołania nowej formacji, Sojuszu Narodowego.
Od 1983 wybierany do włoskiego parlamentu, najpierw do 2006 na posła do Izby Deputowanych (IX, X, XI, XII, XIII i XIV kadencji), następnie na senatora XV, XVI i XVII kadencji.
W pierwszym rządzie Silvia Berlusconiego w latach 1994–1995 pełnił funkcję ministra środowiska. Tożsame stanowisko zajmował w obu gabinetach tego premiera w okresie 2001–2006. Po zwycięstwie Ludu Wolności i jego koalicjantów w przedterminowych wyborach w 2008 powołano go ponownie w skład Rady Ministrów na urząd ministra infrastruktury. Funkcję tę pełnił do 2011. 
Zginął w wypadku samochodowym 18 grudnia 2017.